# Calliostoma triporcatum
Calliostoma triporcatum is een slakkensoort uit de familie van de Calliostomatidae. De wetenschappelijke naam van de soort werd voor het eerst geldig gepubliceerd in 1898 door Locard als Zizyphinus triporcatus.